# Інд
Інд (Урду: سندھ Sindh; Синдхі: سنڌو Sindhu; пенджабі (Shahmukhi: سندھ, Gurmukhi: ਸਿੰਧੂ) Sindhu; Хінді та Санскрит: सिन्धु Sindhu; Фарсі: 'حندو' 'Hindu' ; Пушту: ّآباسن 'Abasin' «Батько річок»; Тибетська: སེང་གེ་ཁ་འབབ 'Sengge Chu' «Левина Річка»; китайська: 印度 Yìndù; грецька: Ινδός Indos) — річка в Південній Азії, яка витікає з Тибету та впадає в Індійський океан, проходячи територіями Китаю, Індії та Пакистану. Інд має важливе значення для економіки Південної Азії. Від перської назви річки походить європейська назва країни — Індія.
Інд — повноводна річка у верхів'ях, але рівень води в ній значно коливається залежно від пори року. Середня витрата води біля міста Хайдарабад становить 3850 м³/с, найвища — понад 30 000 м³/с. Під час весняно-літньої повені, тобто з березня до вересня, підйоми рівня води в горах сягають 10—15 м, на рівнинах 5—7 м, у сухий період у нижній течії Інд іноді пересихає. Річка щорічно виносить до Аравійського моря 450 млн т наносів.
Інд розпочинається на схилах хребта Кайлас Тибетського нагір'я на висоті близько 5300 м на північному схилі гори Гарінг-Боче поблизу північного краю озера Манасаровар. Координати витоку: 32° пн. ш. і 81° 30' сх. д., абсолютна висота — 6500 м.

## Фізична географія

Мапа басейну Інду

У верхів'ях Інд тече на північний захід по глибокій тектонічній долині, утворюючи численні скелясті ущелини. Нижче від гирла річки Гилгит Інд повертає на південний захід, прориваючись між відрогами Гімалаїв і Гіндукушу. У середній течії перетинає горбисті низькогір'я і приймає велику притоку Кабул, який майже не поступається Інду за водністю. Нижче, в Калабагхській ущелині, Інд проривається між відрогами Сулейманових гір і Соляного хребта, вступає в межі Індо-Гангської рівнини, де тече в широкій долині та ділиться на рукави. Після впадання найбільшої притоки Інду річки Панджнад ширина річища Інду зростає з 400—500 м до 1–2 км, а в періоди розливів сягає на заплавних ділянках 5—7 км (у районі міста Дераїсмаїлхан — до 20—22 км). Річище на значному протязі обваловане для захисту прилеглих територій від повеней. У нижній течії Інд перетинає західну околицю пустелі Тар. Нижче від Хайдарабада починається дельта Інду (площа близько 8 тис. км²), де річка ділиться на 11 основних рукавів. Річка впадає в Аравійське море.
У горах Інд живлять переважно талі снігові й льодовикові води Каракоруму, Гіндукушу і Гімалаїв, на решті частини сточища — води від мусонних дощів. У посушливі періоди в нижній течії Інд іноді пересихає і не досягає Аравійського моря. У басейні Інду зрошується понад 11 млн га земель (головним чином у Пенджабі і в дельті). На Інді побудовано 14 великих дамб, зокрема Суккурську, за допомогою іригаційних споруд якої зрошується понад 1,7 млн га сільськогосподарських угідь. Загальна довжина іригаційних каналів сягає 65 тис. км.
Вище за річку Рорі, у області Синд, від Інду відділяється рукав Нарра (Східна Нарра), але моря він досягає лише в повені. Колись рукав Нарра, мабуть, був головним річищем. Біля Хайдарабада, за 150 км від моря, починається дельта Інду, утворюючи трикутник з площею 8000 км², берегова лінія якого простягається на 250 км уздовж берега Аравійського моря. Нині дійсним руслом річки зробився Гаджамро, що впадає в море на 24° 6' пн. ш. і 67° 22' сх. д.
Інд — одна з небагатьох річок у світі, що експонує, тобто відчуває вплив припливів і відпливів. Стік річки залежить і від сезонів — він дуже зменшується взимку, а в мусонні місяці (з липня до вересня) річка розливається, затоплюючи прибережні території. Існують свідчення стійкого переміщення річища, починаючи з доісторичних часів — це відхилення на захід від течії всередину Ранн Куч, внаслідок дії сили Коріоліса.

### Притоки
Найбільші з приток:
| Назва                 | Висота, м | Координати точки злиття                                                   |
| --------------------- | --------- | ------------------------------------------------------------------------- |
| Сіндху та Гар-Дзангбо | 4144      | 32°26′24″ пн. ш. 79°42′49″ сх. д. / 32.4401042° пн. ш. 79.713707° сх. д.  |
| Ханле                 | 4053      | 33°10′06″ пн. ш. 78°49′26″ сх. д. / 33.1683067° пн. ш. 78.8238144° сх. д. |
| Занскар               | 3050      | 34°09′56″ пн. ш. 77°19′54″ сх. д. / 34.1654402° пн. ш. 77.331562° сх. д.  |
| Сангелума-Чу          | 2783      | 34°34′32″ пн. ш. 76°31′45″ сх. д. / 34.5754189° пн. ш. 76.5292168° сх. д. |
| Шинго                 | 2580      | 34°44′48″ пн. ш. 76°12′58″ сх. д. / 34.7465494° пн. ш. 76.2161064° сх. д. |
| Шайок                 | 2258      | 35°13′43″ пн. ш. 75°55′05″ сх. д. / 35.2285137° пн. ш. 75.9179306° сх. д. |
| Шигар                 | 2180      | 35°19′30″ пн. ш. 75°37′44″ сх. д. / 35.3249297° пн. ш. 75.6288528° сх. д. |
| Гілгіт                |           | 35°44′24″ пн. ш. 74°37′25″ сх. д. / 35.7401032° пн. ш. 74.6236038° сх. д. |
| Астор                 |           | 35°34′11″ пн. ш. 74°38′40″ сх. д. / 35.569656° пн. ш. 74.6445465° сх. д.  |
| Кандін                | 789       | 35°25′55″ пн. ш. 73°12′17″ сх. д. / 35.4318618° пн. ш. 73.2046509° сх. д. |
| Чаурудара             | 725       | 35°08′33″ пн. ш. 73°04′56″ сх. д. / 35.1423711° пн. ш. 73.0820847° сх. д. |
| Хан-Кхвар             |           | 34°55′23″ пн. ш. 72°52′46″ сх. д. / 34.923097° пн. ш. 72.8795242° сх. д.  |
| Кабул (річка)         |           | 33°53′58″ пн. ш. 72°14′09″ сх. д. / 33.8994868° пн. ш. 72.235794° сх. д.  |
| Харо                  |           | 33°46′01″ пн. ш. 72°14′39″ сх. д. / 33.7668757° пн. ш. 72.2440338° сх. д. |
| Кохаттой              |           | 33°23′48″ пн. ш. 71°48′09″ сх. д. / 33.3967657° пн. ш. 71.8024349° сх. д. |
| Соан                  | 211       | 33°01′13″ пн. ш. 71°43′14″ сх. д. / 33.020179° пн. ш. 71.7204666° сх. д.  |
| Куррам                |           | 32°37′01″ пн. ш. 71°21′24″ сх. д. / 32.6168218° пн. ш. 71.3565445° сх. д. |
| Сатледж               |           | 29°08′42″ пн. ш. 70°42′55″ сх. д. / 29.144965° пн. ш. 70.7152176° сх. д.  |

## Геологія
Річка Інд живить підводний конус виносу, який є другим за величиною осадовим тілом на Землі, складаючись з близько 5 млн км³ матеріалу гірських порід, які Інд виніс в Аравійське море за час свого існування. Дослідження відкладень в сучасній річці вказують, що гори Каракорум на півночі Пакистану є одним з найважливіших джерел матеріалу, Гімалаї є другим за обсягом джерелом, звідки осади виносяться в основному через великі річки Пенджабу (Раві, Джелам,Ченаб і Сатледж). Аналіз осадів у Аравійському морі, проведений морськими геологами Пітером Кліфтом і Джерсі Блюстайном, засвідчив, що п'ять мільйонів років тому Інд не був сполучений з цими річками Пенджабу, які замість цього текли на схід до Гангу і були захоплені пізніше. Раніша праця Пітера Кліфта показала, що пісок і осад із західного Тибету почав досягати Аравійського моря 45 млн років тому, маючи на увазі існування у цьому річищі стародавньої річки Інд. Дельта цієї прото-річки Інд згодом була знайдена в басейні Катаваз на афгано-пакистанському кордоні.
У регіоні Нангапарбат відбувається значна ерозія, спричинена річкою Інд після того, як вона змінила русло і стала протікати через цю область, звідки, як вважають, породи середнього і нижнього шарів земної кори потрапляють на поверхню.

## Клімат
Дельта Інду — одне з найсухіших місць півострова Індостан, оскільки, за винятком гірської ділянки в Пакистані, долина Інду лежить в найсухішій частині Індійського субконтиненту. Рівнини, проте, отримують значну кількість опадів від літнього мусону: поблизу Абботтабаду середньорічна кількість опадів становить приблизно 1 200 міліметрів, а біля Муррі — від 1 700 міліметрів до 730 міліметрів тільки в липні і серпні. Верхня течія Інду отримує 10—20 міліметрів опадів упродовж зимових місяців унаслідок північно-західних вітрів. Вище за течією, в Кашмірі і північних областях, велика кількість опадів випадає у вигляді снігу, але нижчі долини влітку надзвичайно сухі й спекотні. Температури на півночі у горах взимку падають нижче нуля, а в липні сягають +38 °C. Річка не замерзає. Одне з найбільш спекотних місць на Землі — місто Джейкобабад, розташоване на захід від Інду у верхньому Сінді — температура там піднімається до 49 °C.

## Флора та фауна
Згадки про долину Інду, з часів походу Александра Македонського вказують на масштабний лісовий покрив в регіоні, який в наш час[коли?] значно скоротився. Імператор Імперії Великих Моголів Бабур у своїх спогадах (Бабурнама) пише про зустрічі з носорогами уздовж берегів річки. Значне обезліснення і втручання людини в екологію гір Шивалік призвело до помітного скорочення рослинності та погіршення умов вирощування. Долина Інду є посушливим регіоном з бідною рослинністю. Сільське господарство підтримується тільки завдяки іригаційним спорудам.
Сліпий Індський річковий дельфін (Platanista gangetica minor) є підвидом південно-азійських дельфінів, що зустрічається тільки в річці Інд. Раніше вони водилися також в притоках річки Інд. За даними Всесвітнього фонду дикої природи, Індські дельфіни є одними з китоподібних, що знаходяться під найбільшою загрозою вимирання, оскільки їх нині існує лише близько 1000.
Риба палла (лат. Tenualosa ilisha) вважається делікатесом серед людей, що живуть уздовж річки. Популяція риби у річці є помірно високою, міста Суккур, Татта та Котрі є великими центрами риболовлі в нижній течії Інду. Проте будівництво гребель та іригаційних каналів зробило рибництво важливою галуззю економічної діяльності. Розташована на південний схід від Карачі велика дельта була визнана об'єктом охорони навколишнього середовища як один з найважливіших екологічних регіонів світу. Тут річка розділяється на багато боліт, струмків та річок і впадає в море на невеликих рівнях. Відтак тут в достатку водиться морська риба, у тому числі брама та креветки.

## Гідрографія
На гірській ділянці Інд живиться в основному талими сніговими і льодовиковими водами, стік становить там близько 220 км³/рік за середньої витрати води близько 7000 м³/с. Витрата є найменшою у зимові місяці (грудень-лютий), з березня до червня рівень води піднімається. У нижній частині басейну річка поповнюється водами від мусонних дощів, що призводить до весняно-літніх повеней (березень — вересень). У цей період вода піднімається на 10—15 м в горах і на 5—7 м в рівнинних частинах. У період високої води (липень-вересень) русло річки на заплавних ділянках сягає 5-7 км в ширину (в районі міста Дера-Ісмаїл-Хан ширина доходить до 20—22 км).
Середня витрата води біля Хайдарабада становить 3 850 м³/сек, а в багатоводні роки цей показник може сягати 30 тис. м³/сек. Після виходу на рівнину Інд втрачає воду через випаровування і просочування. У посушливі періоди нижня течія Інду може пересихати і не досягати Аравійського моря.
Потік Інду спостерігався протягом 34 років (з 1937 по 1970 рік включно) в Суккурі (урду سکھر, сунд. سکر), річковому порту Пакистану, розташованому за 200 км на південний захід (вниз за течією) від злиття з Сатледжем, його останньою великою притокою. Саме в області Суккуру річковий стік є максимальним. Далі вниз за течією збудовано багато іригаційних каналів, які забирають велику кількість річкової води, тим самим зменшуючи її стік. Крім того, всі подальші притоки не роблять помітного внеску в стік Інду.
У Суккурі середньорічний стік річки, що спостерігався протягом цього періоду, становив 4 072 м³/с, при площі басейну для цього місця 900 000 км².
Кількість опадів, що випали в цій частині басейну, найважливіша величина з погляду стоку (майже 100 % від загального стоку річки), досягала значення 143 мм/рік.
Середньомісячний стік Інду (в м³/с), виміряний на контрольно-вимірювальній станції Суккур.

Розрахунки за 34 роки (1937–1970 рр.)
Існують фізіографічні та історичні свідоцтва, які доводять, що принаймні з часів культури Мохенджо-Даро Інд кілька разів змінював положення свого русла нижче південного Пенджабу. У районі міст Рохрі і Суккур річка затиснута між вапняковими скелями, а південніше русло річки перемістилося на захід, особливо її дельта. За останні 7 століть у верхній частині Сінду Інд перемістився на 15-30 км на захід.

## Водокористування
Інд забезпечує ключові водні потреби економіки Пакистану — особливо житниці країну Пенджабу, де вирощується більшість сільськогосподарської продукції Пакистану. Річка також підтримує важку промисловість і забезпечує головне питне водопостачання в Пакистані.

### Зрошувальні канали та гідроенергетика

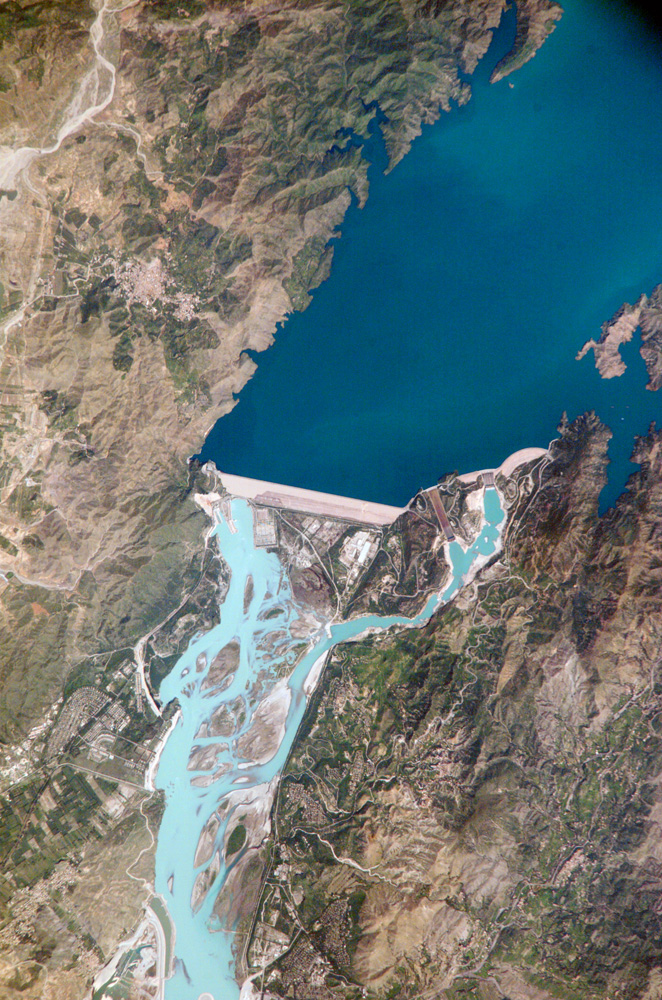
Гребля Тарбела на Інді.

Зрошувальні канали були вперше побудовані народом цивілізації долини Інду, а потім інженерами Кушанської Імперії та Імперії Великих Моголів. Сучасне зрошення було впроваджене Британською Ост-Індською компанією в 1850 році — будівництво сучасних каналів супроводжувалося реставрацією старих каналів. Британія керувала будівництвом однієї з найскладніших іригаційних мереж у світі. Гребля Ґудду має 1 350 метрів в довжину і зрошує Суккур, Джакобабад, Ларкане і Калат. Гребля Суккур обслуговує більше 20 тисяч квадратних кілометрів. Поширення зв'язку приток з Індом допомогло поширенню водних ресурсів в долину Пешаварі, в Хайбер-Пахтунхві. Великі іригаційні греблі і проекти служать основою для великосерійного виробництва пакистанських культур, таких як бавовна, цукрова тростина та пшениця.
Загалом, у нижній частині басейну Інду зрошується близько 12 млн га земель (головним чином в Пенджабі і в дельті), до гирла доходить менше половини стоку річки. Сумарна довжина іригаційних каналів становить приблизно 65 тис. км, за допомогою іригаційних споруд зрошується понад 1,7 млн га.
Після проголошення незалежності Пакистану, між Індією і Пакистаном в 1960 році був підписаний Договір про води Інду, що гарантує Пакистану отримання води з річки Інд і її двох західних приток, річки Джелам та річки Ченаб, незалежно від контролю з боку Індії. Проект басейн Інду, передбачав, в основному, будівництво двох основних гребель, греблі Манґла, побудованої на річці Джелам і греблі Тарбела побудованої на річці Інд, разом з їхніми допоміжними греблями. Пакистанське товариство розвитку водної мережі та енергетики збудувало канал Чашма-Джелум — зв'язавши води Інду і Джелуму та розширивши водопостачання в регіонах Бахавалпур та Мултан. Пакистан побудував греблю Тарбела поблизу Равалпінді, яка має 2 743 метрів в довжину і 143 метрів у висоту, з 80-кілометровим водосховищем. Гребля Котрі біля Хайдарабаду має 915 метрів в довжину і надає додаткове постачання для Карачі. Гребля Таунса біля міста Дера Газі Хан виробляє 100 000 кіловат електроенергії. Греблі також виробляють електроенергію для важкої промисловості та міських центрів.
Гідроенергетичний потенціал Інду оцінюється в 20 млн кВт. Наразі побудовано 14 великих гребель.

### Міста

Області, що постраждали від повені на 26 серпня 2010

- Хайдарабад
- Карачі
- Суккур
- Атток

## Повінь 2010 року
Розлив Інду став причиною одного з найбільших стихійних лих 2010 року. У липні, після надзвичайно сильних мусонних дощів Інд вийшов із берегів. Дощі не припинялися наступні два місяці, що завдало значних збитків великим за площею просторам у Пакистані. У Синдху Індус прорвав береги поблизу міста Суккур 8 серпня, і під водою опинилося селище Мор-Хан-Джатой. На початку серпня повінь рушила на південь із постраждалих північних областей у напрямку західних районів Пенджабу та Синдху, зруйнувавши принаймні 1400 тис. акрів посівів. На вересень 2010 загинуло понад дві тисячі людей, а понад мільйон втратило житло.